# Wirkungseintritt
Der Wirkungseintritt (englisch Onset of action) beschreibt den Zeitraum bis zum Einsetzen einer Wirkung nach Aufnahme eines Wirkstoffes. Bei psychoaktiven Substanzen wird die Rate des Wirkungseintritts gelegentlich auch als Anflutgeschwindigkeit bezeichnet.

## Eigenschaften
Der Wirkungseintritt hängt zum einen von der Substanz ab, zum anderen von der Verabreichungsform. Die Anflutgeschwindigkeit bei oraler Aufnahme ist z. B. bei Amphetamin (etwa 5 bis 20 Minuten) höher als bei MDMA (20 Minuten bis zu 2 Stunden). Die niedrigste Anflutgeschwindigkeit (langsamster Wirkungseintritt) tritt im Allgemeinen beim oralen Konsum auf, gefolgt von nasaler und rektaler Verabreichung. Die höchste Anflutgeschwindigkeit (schnellster Wirkungseintritt) tritt bei intravenöser Verabreichung und bei Inhalation auf.
Der Wirkungseintritt hängt unter anderem mit dem Kick, dem Suchtpotential und der Toxizität einer Substanz zusammen. So wird beispielsweise beim Rauchen der freien Kokainbase von einem höheren Suchtpotential ausgegangen als beim nasalen Konsum von Kokainhydrochlorid; ebenso kommt es bei der intravenösen Verabreichung von Opiaten wie Morphin oder Heroin (Diamorphin) zu einer schnelleren und stärkeren Suchtbildung als bei der oralen oder transdermalen Verabreichung (Fentanyl), wie sie z. B. bei Schmerzpatienten üblich ist.